# Novi Petlîkivți, Buceaci
Novi Petlîkivți (în ucraineană Нові Петликівці) este localitatea de reședință a comunei Novi Petlîkivți din raionul Buceaci, regiunea Ternopil, Ucraina.

## Demografie
Componența lingvistică a localității Novi Petlîkivți
     Ucraineană (99,25%)
     Alte limbi (0,75%)
Conform recensământului din 2001, majoritatea populației localității Novi Petlîkivți era vorbitoare de ucraineană (99,25%), existând în minoritate și vorbitori de alte limbi.